# حرب الراغامافن
كانت حرب الراغامافن ثورةً جمهوريةً بدأت في جنوب البرازيل، في مقاطعة ريو غراندي دو سول (وهي ولاية في وقتنا الراهن) عام 1835. استسلم المتمردون، بقيادة الجنرالين بينتو غونسالفيس دا سيلفا وأنطونيو دي سوزا نيتو بدعم من المناضل الإيطالي جوزيبي غاريبالدي، للقوات الإمبراطورية في عام 1845.
تعتبر أطول حروب الانفصال وثالثها دموية في الإمبراطورية البرازيلية بعد ثورة كاباناجم وثورة بالايادا.

## سجل تاريخي

### بداية الحرب
يُعتقد بأن الثورة قد بدأت بسبب الاختلاف بين اقتصاد ريو غراندي دو سول وباقي البلاد. على عكس المقاطعات الأخرى، ركز اقتصاد ريو غراندي دو سول على السوق الداخلية أكثر من  تصدير السلع. تضرر منتج المقاطعة الرئيسي، اللحم المقدد (لحم بقري مجفف ومملح)، بشدة من المنافسة مع اللحم المقدد المستورد من الأوروغواي والأرجنتين. أُطلق على المستفيدين من هذه الأسواق اسم «الغاوتشو»، وهم رعاة البقر الرحل والمزارعين الذين قطنوا في ريو غراندي دو سول. سكن الغاوتشو أيضًا في الأرجنتين والأوروغواي.
في عام 1835، رُشح أنطونيو رودريغيز فرنانديز براغا لمنصب رئيس ريو غراندي دو سول، وفي البداية سر تعيينه المزارعين الليبراليين، لكن سرعان ما تغير ذلك. في أول يوم له في المنصب، اتهم العديد من المزارعين بأنهم انفصاليين.
في 20 سبتمبر 1835، استولى الجنرال بينتو غونسالفيس على العاصمة بورتو أليغري، وبدأ ثورةً ضد هذا الاتجار المجحف الواضح والذي عززته حكومة المقاطعة. فر رئيس المقاطعة إلى مدينة ريو غراندي، 334 كم (208 ميل) إلى الجنوب. في بورتو أليغري، انتخب المتمردون - المعروفون أيضًا باسم «الراغامافن» (الفارابو) على اسم قماش الجلد المهدب الذي كان يرتديه الغاوتشو - مارسيانو خوسيه بيريرا ريبيرو رئيسًا جديدًا لهم. ردًا على هذا الوضع ولإغضاب المتمردين أكثر، عين الوصي على العرش البرازيلي، ديوغو أنطونيو فيجو، رئيسًا جديدًا للمقاطعة، والذي اضطر إلى أداء مهام المنصب منفيًا في ريو غراندي.

### إعلان الاستقلال
طامحين إلى تعزيز سلطتهم، أعلن أنطونيو دي سوازا نيتو استقلال جمهورية ريوغراندي أو بيراتيني في 11 سبتمبر 1836، على أن يكون بينتو غونسالفيس مرشحًا للرئاسة. على أي حال، قُبض على غونسالفيس وسُجن من قِبل القوات الإمبراطورية إلى أن فر في عام 1837، وعاد إلى المقاطعة وقاد الثورة إلى أشدها. لكن الإمبراطورية استعادت السيطرة على بورتو أليغري ولم يتمكن المتمردون من استردادها. في عام 1837، اندلعت ثورة أخرى في باهيا، وسميت ثورة سبينادا. تمكنوا من إنشاء جمهورية أخرى لكنها سرعان ما سقطت في غضون 4 أشهر. واجه الجيش البرازيلي عددًا من المشاكل في ذلك الوقت ولم يكن قادرًا على التعامل مع التهديد الانفصالي. من خلال الإصلاحات العسكرية، أصبح التجنيد الجماعي للمدنيين ممكنًا وتمكنوا من قمع المتمردين في عام 1845.
انضم الثوري الإيطالي جوزيبي غاريبالدي إلى المتمردين عام 1836. بمساعدته، انتشرت الثورة شمالًا عبر سانتا كاتارينا، المتاخمة لريو غراندي دو سول. استولى المتمردون على لاغونا، إحدى المدن الرئيسية في سانتا كاتارينا، لكنها سقطت مرة أخرى في يد القوات الإمبراطورية بعد أربعة أشهر. في هذا الصراع، اكتسب غاريبالدي خبرته العسكرية الأولى وسار على الطريق الذي جعله قائدًا عسكريًا شهيرًا في عملية توحيد إيطاليا. أيضًا، تلقت قوات المتمردين مساعدة مادية ودُعمت عسكريًا بشكل غير مباشر من قِبل حكومة الأوروغواي بقيادة خوسيه فروكتوسو ريفيرا. كان لدى الأوروغوايانيين النية لخلق اتحاد سياسي مع جمهورية ريوغراندي لإنشاء دولة جديدة قوية.

### السلام الناتج
رفض المتمردون عرض عفوٍ عام 1840. في عام 1842، أصدروا دستورًا جمهوريًا بمثابة محاولة أخيرة للاحتفاظ بسلطتهم. شهد العام ذاته استلام الجنرال ليما إي سيلفا قيادة القوات الإمبراطورية في المنطقة، وحاول التفاوض على تسوية.
في 1 مارس 1845، اختُتمت مفاوضات السلام بقيادة ليما إي سيلفا وأنتونيو فيسينتي دا فونتورا بتوقيع معاهدة بونش فيرد بين الطرفين، في بلدة دوم بيدريتو. قدمت المعاهدة للمتمردين عفوًا شاملًا ودمجًا كاملًا في الجيش الإمبراطوري واختيار رئيس المقاطعة القادم. دُفعت جميع ديون جمهورية ريوغراندي من قِبل الإمبراطورية وأُدخلت تعرفة جمركية على اللحم المقدد المستورد بنسبة 25%. ظلت جمهوريتا ريوغراندي وجوليانا في إمبراطورية البرازيل وهما اليوم ولايتان تابعتان لجمهورية البرازيل الاتحادية، تحت اسم ريو غراندي دو سول وسانتا كاتارينا على الترتيب.
كبادرة حسن نية، اختار المتمردون ليما إي سيلفا رئيسًا مقبلًا للمقاطعة.  